# Євдоксій (мученик)
Євдоксій або Святий Євдоксій (4 століття) — християнський святий, вірменський лицар, який за відмову ідолопоклонства був зарублений мечем разом зі своїм приятелем Зеноном та учнем Макарієм. Пам'ять — 19 вересня

## Життєпис
Вірменський лицар Євдоксій і його жінка Василісса були побожними християнами і в такому дусі виховували своїх дітей. Коли з наказу цісаря Діоклетіяна розгорілося переслідування християн, Євдоксій з усією родиною заховався в безпечнішому місці, щоб не бути на очах царських урядників, які ув'язнювали християн і передавали на суд. 
По якомусь часі донесли погани царському старості в місті Мелетині, що лицар Євдоксій є християнином, а той казав воякам шукати Євдоксія й ув'язнити. Коли Євдоксій став перед старостою, що відбував суд у присутності численного війська, він сказав йому чемно, щоб, згідно з цісарським наказом, приніс разом з ним жертву державним богам. Євдоксій відповів, що він поклоняється тільки одному правдивому християнському Богові, тому не може виконати цісарський наказ. За його прикладом зробили те саме 1104 вояки, які заявили, що вони теж християни. Збентежений староста не знав, що робити, тому послав посланця до цісаря та просив його вирішити цю неприємну справу, а Євдоксія наказав бити сировими ременями, а опісля кинути в в'язницю. За кілька день, після третьої невдячної спроби привести Євдоксія до відступництва від віри, знову казав його мучити, а опісля зарубати мечем. На місці страти він почав сердечно молитися. Згодом, побачив свого приятеля Зенона, який гірко плакав, потішив його, кажучи: 
"Не плач, Бог не розділить нас, але наче в однім човні перевеземося до життя."
Почувши ці слова, Зенон став такий відважний, що зараз явно визнав свою віру в Христа, за що староста казав на місці відрубати йому голову. Після цього загинули св. Євдоксій і інші св. мученики. Тиждень пізніше учень і приятель Євдоксія Макарій пішов до старости і заявив, що він християнин, а той казав убити його мечем.

## Джерело
- Рубрика Покуття. Календар і життя святих. (дозвіл отримано 9.01.2008)